# Food Network
O Food Network (tradução literal Rede de Comida)  é um canal de televisão por assinatura dedicado a quem ama a arte da gastronomia. Desde a elaboração de diversos pratos, competições gastronômicas e lugares que levam na comida a cultura de diferentes países, a audiência é convidada a assistir aos mais variados programas. Focado 100% em gastronomia e lifestyle, o público pode conferir chefs nacionais e internacionais renomados, fazendo o melhor da culinária e apresentando temáticas de encher os olhos.
Lançado em 1993, nos Estados Unidos, hoje é um dos 10 maiores canais de TV por assinatura. Está disponível em mais de 150 milhões de lares no mundo, incluindo Estados Unidos, Canadá, Europa, Oriente Médio, África, Ásia-Pacífico, América Latina e Caribe. O 'Food Network, líder em sua categoria nos EUA, é um canal da Discovery Communications , desenvolvedora e líder mundial, responsável pela produção de mais de duas mil horas anuais de conteúdo original em lifestyle, nas categorias de gastronomia, casa e viagem. 
No Brasil, exibe produções locais, Bizu, Cozinha Na Laje, ICKFD - I Could Kill For Dessert, Menu da Semana e Tempero Na Mochila,  além de shows internacionais consagrados.
Nos Estados Unidos, o Food Network está na lista dos dez mais assistidos. Entre os shows internacionais da programação do Food Network, todos produzidos pela Discovery Inc. entre os quais destacam-se Lanchonetes Clássicas com Guy Fieri (Diners, Drive-Ins and Dives), com Guy Fieri; Food Network Star: A Próxima Estrela, com Boby Flay, Giada De Laurentiis e Alton Brown; Iron Chef América (Iron Chef America), com Bobby Flay, Chopped: O Desafio, com Ted Allen e Procura-se um Chef (Chef Wanted), com Anne Burrell.
Em 8 de março de 2018 o canal foi vendido para o grupo Discovery Networks e Tribune Media, que depois foi adquirida pela Nexstar Media.

## No Brasil
No Brasil, o Food Network exibe produções locais como o Tempero Na Mochila, apresentado pelo chef carioca Pedro Benoliel que monta a sua cozinha itinerante nas principais cidades do litoral paulista e, entre passeios e boas conversas, revela o que há de mais interessante no turismo gastronômico e cultural da região, com muitas aventuras, histórias e sabores.
Em Cozinha na Laje, apresentado também pelo chef Pedro Benoliel, o programa resgata a cultura da comida de botequim e recebe convidados em uma laje no Morro do Vidigal, Rio de Janeiro. ICKFD – I Could Kill For Dessert, com Dani Noce, pode ser considerado um verdadeiro manifesto de amor à confeitaria e viaja por São Paulo e Paris. Já em Bizu, a chef Luiza Hoffmann escolhe um único ingrediente para a criação de um menu completo e multicultural.
O Food Network também leva para audiência shows internacionais consagrados com chefs e apresentadores líderes de audiência entre eles Duelo com Bobby Flay (Beat Bobby Flay), estrelado pelo apresentador e chef Bobby Flay, A Batalha dos Carrinhos (Guy’s Grocery Games), apresentado pelo renomado chef Guy Fieri, Refeição em 30 Minutos (30 Minute Meals), com a talentosa chef Rachael Ray, Giada em Casa (Giada at Home) e Sabores da Itália (Everyday Italian) com a ítalo-americana Giada De Laurentiis e Receitas da Ina (Barefoot Contessa), trazendo a anfitriã e cozinheira Ina Garten. Com uma programação abrangente, o Food Network possui diversos shows que agradam a todos os gostos.

## Transmissão e Abrangência
No Brasil, iniciou as suas transmissões a 4 de novembro de 2014 pela operadora Sky no canal 292 HD. No dia 4 de novembro de 2016 o canal foi incluído na grade da ClaroTV e NET canal 554 HD.
Em 19 de abril de 2015, iniciou as suas transmissões em uma operadora de Belém - PA, a ORM Cabo. No mesmo ano, entrou na TV Alphaville e na Sumicity. Segundo o site da TVN São Luís, o canal passa a entrar na operadora no dia 29 de maio e no dia 25 de setembro de 2018 o canal entrou na Oi TV (SES-6)
O Food Network está disponível em mais de 150 Países distribuídos pelos continentes Europa, Ásia, África, América e Oceania.

Logo usado de 2003 a 2013 pelo canal.

## Sobre a Scripps Network Interactive
Scripps Networks Interactive é um dos principais líderes desenvolvedores de conteúdo de estilo de vida nas categorias casa, gastronomia e viagem, para televisão, internet e plataformas emergentes. O portfólio da companhia nos Estados Unidos engloba as marcas HGTV, DIY Network, Food Network, Cooking Channel, Travel Channel e Great American Country, que alcançam mais de 190 milhões de consumidores todos os meses.
As operações internacionais da SNI incluem a TVN, principal empresa de mídia multiplataforma da Polônia; UKTV, uma joint venture comercial independente com a BBC Worldwide; Asian Food Channel, a primeira rede de TV panregional sobre gastronomia da Ásia; e o canal sobre estilo de vida Fine Living. As redes e sites globais da empresa alcançam milhões de consumidores nas Américas do Norte e do Sul, Ásia, Europa, Oriente Médio e África. Scripps Networks Interactive tem sede em Knoxville, Tenn. 
No dia 8 de março de 2018 o canal foi vendido para o grupo Discovery Networks.